# Sangicoccus obtusispinus
Sangicoccus obtusispinus är en insektsart som först beskrevs av Reyne 1961.  Sangicoccus obtusispinus ingår i släktet Sangicoccus och familjen filtsköldlöss. Inga underarter finns listade i Catalogue of Life.